# Ісламський Каїр
Ісламський Каїр (араб. قاهرة المعز, трансліт. Qāhira al-Muʿizz, латиніз. Al-Mu'izz's Cairo, дос. «Каїр аль-Муїзза»), або Середньовічний Каїр, офіційно Історичний Каїр (араб. القاهرة التاريخية, трансліт. al-Qāhira tārīkhiyya) — це території Каїра, Єгипет, що були збудовані від часу мусульманського завоювання у 641 році нашої ери до сучасного розширення міста у XIX столітті за правління Ісмаїла-паша. До них належать центральні частини старого обнесеного мурами міста, історичні кладовища, територія навколо Каїрської цитаделі, частини району Булак, а також Старий Каїр (араб. مصر القديمة, латиніз. Misr al-Qadima, дос. «Міср аль-Кадіма»), що походить з римських часів і містить визначні пам'ятки коптського християнства.
Назва «Ісламський Каїр» не означає переважання мусульман у цьому районі, а радше підкреслює багату історію міста та його спадщину від початку ісламської епохи, відрізняючи його від розташованих поруч давньоєгипетських пам'яток Гізи та Мемфіса. Ця територія має одну з найбільших та найщільніших концентрацій історичної ісламської архітектури у світі. Вона відзначається сотнями мечетей, мавзолеїв, медресе, палаців, караван-сараїв та укріплень, що датуються різними періодами ісламської історії Єгипту.
У 1979 році ЮНЕСКО оголосила Історичний Каїр об'єктом Світової культурної спадщини як «одне з найдавніших ісламських міст світу з його відомими мечетями, медресе, хаммамами та фонтанами», а також як «новий центр ісламського світу, що досяг свого розквіту у XIV столітті».

## Історія

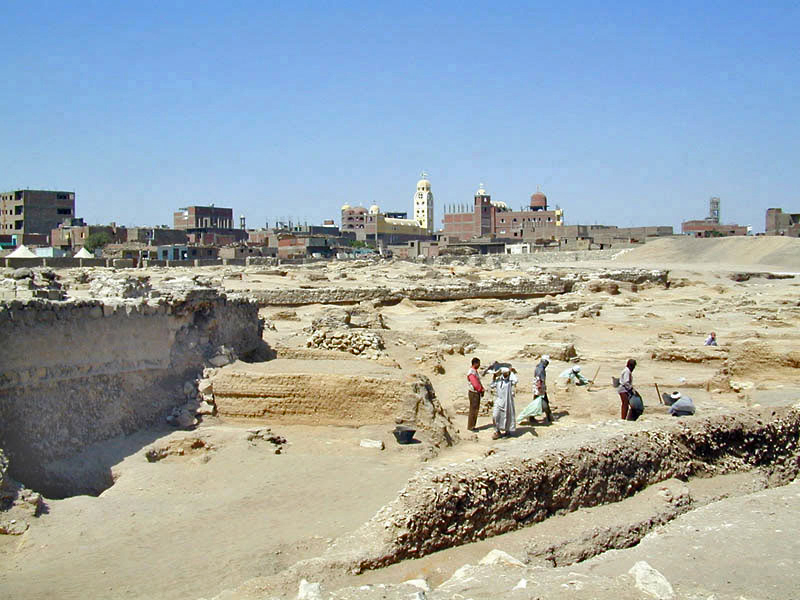
Розкопані останки Фустата у 2009 році

### Заснування Фустату та ранній ісламський період
Історія Каїра фактично починається із завоювання Єгипту мусульманськими арабами у 640 році під проводом воєначальника Амра ібн аль-Аса. Тоді Александрія була столицею Єгипту (і залишалася нею ще з часів Птолемеїв, Римської та Візантійської імперій), однак араби вирішили заснувати нове місто Фустат, яке стало адміністративним центром і військовим гарнізоном. Його розташували біля римсько-візантійської фортеці Вавилон, на березі Нілу (нині — у Старому Каїрі), південний захід від сучасного Каїра. Вибір цього місця пояснюється кількома чинниками: воно було ближче до Аравії та Мекки, Александрія залишалася осередком християнського та елліністичного впливу, а також була вразливою до контратак візантійців з моря (що дійсно відбувалося). Ще важливішим фактором було те, що Фустат, розташований на межі Нижнього Єгипту (дельта Нілу) та Верхнього Єгипту (Нільська долина на південь), мав стратегічне значення для контролю над країною, подібно до стародавнього єгипетського Мемфіса, який знаходився неподалік. Шаблон заснування нових міст-гарнізонів усередині країни також повторювався під час арабських завоювань, з іншими прикладами, такими як Кайраван у Тунісі чи Куфа в Іраку. Заснування Фустату супроводжувалося будівництвом першої мечеті Єгипту (і Африки) — мечеті Амра ібн аль-Аса, яка, хоча й була неодноразово перебудована, існує й досі.

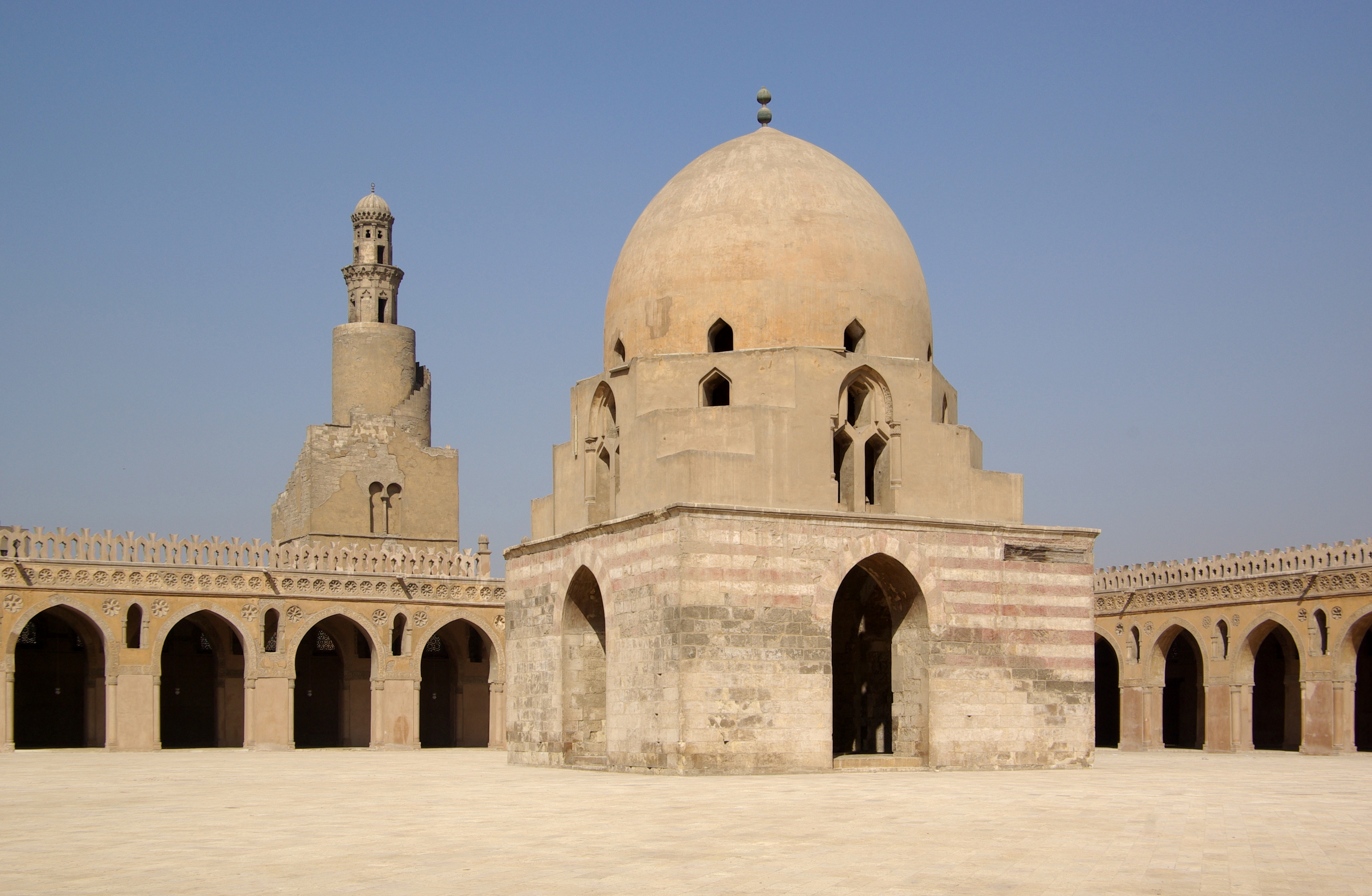
Мечеть Ібн Тулуна, побудована в ІХ столітті. Це рідкісний і видатний приклад збереженої аббасидської архітектури за межами Іраку.

Фустат швидко став головним містом, портом та економічним центром Єгипту, тоді як Александрія перетворилася на провінційне місто. У 661 році ісламський світ опинився під владою Омейядів, які правили з Дамаска до свого повалення Аббасидами у 750 році. Останній халіф Омейядів, Марван II, зазнав поразки в Єгипті й загинув 1 серпня 750 року. Після цього Єгипет, разом із Фустатом, перейшов під контроль Аббасидів. Аббасиди позначили початок свого правління у Єгипті заснуванням нового адміністративного центру — міста Аль-Аскар, трохи на північний схід від Фустату. Ініціатором цього став їхній намісник Абу Аун. Будівництво завершилося у 786 році зі зведенням великої мечеті (Джамі аль-Аскар) та палацу намісника (Дар аль-Імара). Сьогодні від цього міста нічого не залишилося, але заснування нових адміністративних центрів біля основного міста стало повторюваною практикою в історії регіону.
Ахмед ібн Тулун був тюркським воєначальником, який служив Аббасидським халіфам у Самаррі під час тривалої кризи їхньої влади. У 868 році він став правителем Єгипту, але швидко здобув фактичну незалежність, хоча формально визнавав авторитет Аббасидського халіфа. Згодом він настільки зміцнився, що у 878 році отримав контроль і над Сирією. У період правління Тулунідів (самого ібн Тулуна та його синів) Єгипет уперше з часів римського завоювання 30 року до н. е. став незалежною державою. У 870 році ібн Тулун заснував нову столицю — Аль-Катаї, на північний захід від аль-Аскару. Вона включала великий палац (Дар аль-Імара), іподром або військовий парадний майданчик, лікарню (бімаристан), а також визначну мечеть, яка збереглася до сьогодні — мечеть ібн Тулуна, побудовану між 876 і 879 роками. Ібн Тулун помер у 884 році, а його сини продовжували правити ще кілька десятиліть, поки у 905 році Аббасиди не відновили прямий контроль, зруйнувавши аль-Катаї дощенту, окрім мечеті. Після цього Єгипет певний час перебував під владою Іхшидідів, які правили від імені Аббасидів між 935 і 969 роками. Деякі їхні будівлі, зокрема великі сади, створені регентом Абу аль-Міск Кафуром (етіопським євнухом), який правив як регент протягом пізньої частини цього періоду, могли вплинути на вибір місця для майбутньої столиці Фатімідів, оскільки їхні палаци згодом включили ці території.

### Заснування аль-Кахіри (Каїра) та період Фатімідів

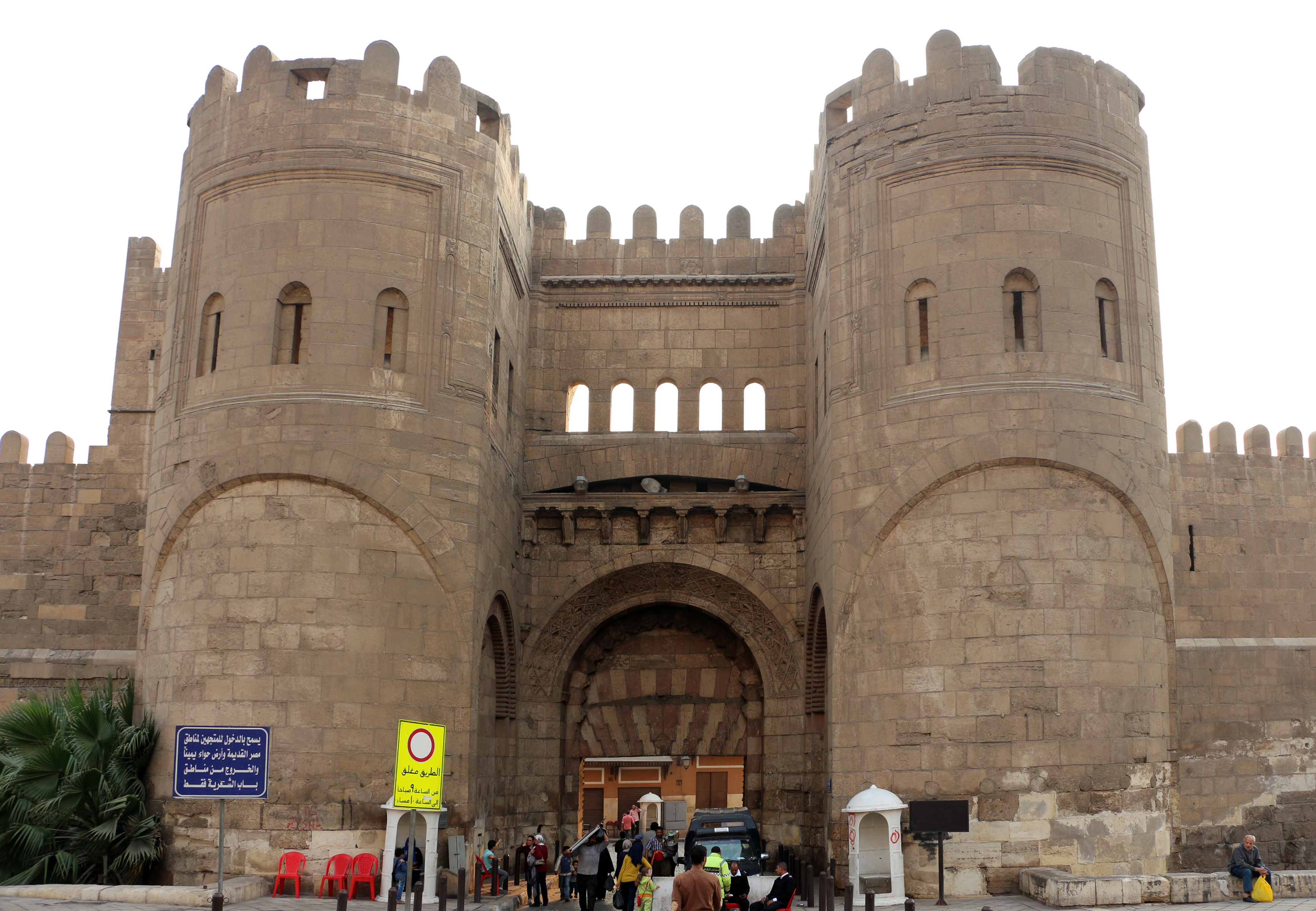
Баб аль-Футух, одні з північних воріт Каїра, побудовані фатімідським візиром Бадр аль-Джамалі наприкінці 11 століття

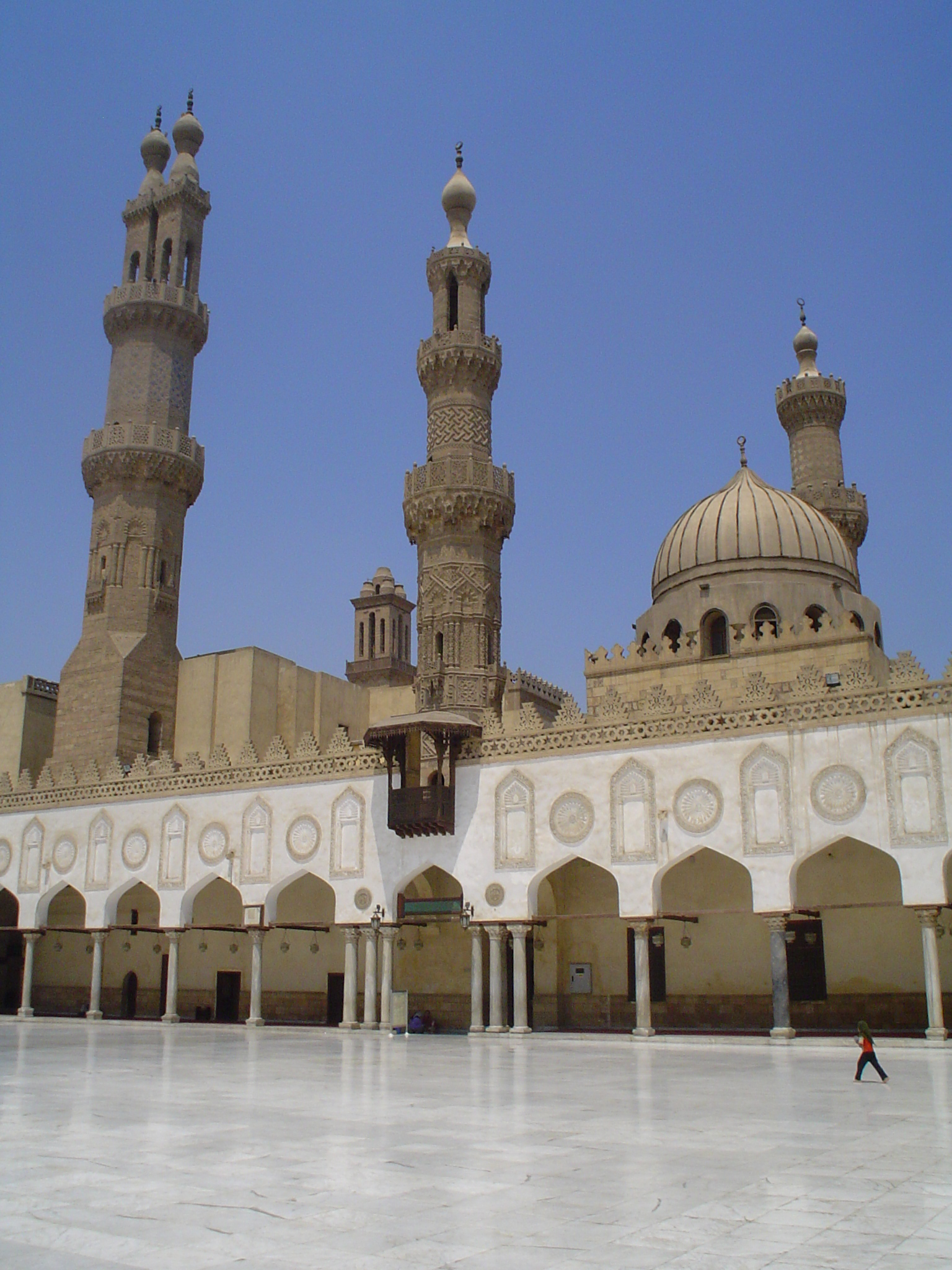
Мечеть Аль-Азхар, заснована Фатімідами в 972 році. (Мінарети були додані пізніше в період мамлюків)

Фатіміди, ісмаїлітський шиїтський халіфат, що базувався в Іфрикії (сучасний Туніс), завоювали Єгипет у 969 році під час правління халіфа аль-Муїзза. Їхню армію, що складалася переважно з берберів-кутамів із Північної Африки, очолював генерал Джаухар ас-Сікклі. У 970 році, за наказом аль-Муїзза, Джаухар спланував, заснував і побудував нове місто, яке мало стати резиденцією та центром влади фатімідських халіфів. Місто отримало назву аль-Муїззійя аль-Кахіра (араб. المعزية القاهرة) — «Переможне місто аль-Муїзза», згодом скорочене до «аль-Кахіра», що дало сучасну назву Каїр.
Нове місто було розташоване на північний схід від Фустату та попередніх адміністративних центрів, створених Ібн Тулуном і Аббасидами. Джаухар організував місто так, що його центром стали Великі палаци, де мешкали халіфи, їхні родини та розташовувалися державні установи. Було зведено два основних палаци: східний (найбільший) і західний, а між ними знаходилася важлива площа Байн аль-Касрайн («Між двома палацами»). Головна мечеть міста, мечеть аль-Азгар, була заснована у 972 році як соборна мечеть і навчальний центр, що нині вважається одним із найстаріших університетів світу. Головна вулиця міста, нині відома як вулиця аль-Муїзза лі-Дін Аллаха (або просто вулиця аль-Муїзза), історично звалася Касаба і проходила від північних міських воріт (Баб аль-Футух) до південних воріт (Баб Зувейла), проходячи між палацами через Байн аль-Касрайн. Однак за часів Фатімідів Каїр залишався королівським містом, закритим для простих людей; у ньому мешкали лише родина халіфа, державні службовці, військові гарнізони та інші особи, необхідні для функціонування режиму. Фустат залишався головним економічним і міським центром Єгипту. Лише згодом Каїр почав розширюватися, поглинаючи навколишні міста, включно з Фустатом, однак рік 969 іноді вважається офіційною «датою заснування» сучасного міста.
Аль-Муїзз разом з усім адміністративним апаратом Фатімідського халіфату покинув свою колишню столицю — місто Махдія (Туніс) у 972 році й прибув до Каїра в червні 973 року. Фатімідська імперія швидко набрала сили, ставши загрозою для суперницького сунітського Аббасидського халіфату. Під час правління халіфа аль-Мустансира (1036—1094), найдовшого серед усіх мусульманських правителів, Фатімідський халіфат досяг свого розквіту, але також почав занепадати.
Деякі могутні візири, які фактично керували державою від імені халіфів, змогли тимчасово відновити її могутність. Зокрема, вірменський візир Бадр аль-Джамалі (правління 1073—1094) збудував нові кам'яні міські мури Каїра з монументальними воротами, залишки яких збереглися донині і були розширені за часів Аюбідів. Кінець XI століття також став періодом значних змін у регіоні: Великий Сельджуцький султанат захопив більшу частину східного ісламського світу, а прибуття тюрків (сунітів) спричинило «сунітське відродження», що поступово витіснило Фатімідів і шиїтські рухи. У 1099 році Єрусалим був захоплений під час Першого хрестового походу, і нові хрестоносні держави стали серйозною загрозою для Єгипту. Нові мусульманські правителі, такі як Нур ад-Дін з турецької династії Зенгідів, взяли на себе відповідальність за загальний наступ проти хрестоносців.
До XII століття слабкість Фатімідів стала настільки очевидною, що останній фатімідський халіф аль-Адід змушений був просити допомоги у тюрків-зенгідів для захисту від короля Єрусалима Амальріка, водночас таємно домовляючись із самим Амальріком, щоб стримати зенгідів. У 1168 році, коли хрестоносці рушили на Каїр, фатімідський візир Шавар, боячись, що незахищений Фустат може стати базою для облоги Каїра, наказав евакуювати місто і підпалити його. Історики досі сперечаються про масштаб руйнувань (оскільки Фустат продовжував існувати), але підпал міста став поворотним моментом його занепаду, і надалі воно було затьмарене Каїром. Зрештою, Салах ад-Дін (Саладін), зенгідський полководець, який став візирем аль-Адіда, у 1171 році оголосив про ліквідацію Фатімідського халіфату. Таким чином, Каїр повернувся під владу сунітів, і розпочався новий розділ в історії міста та країни.

### Розквіт Каїра за Айюбідів і Мамлюків

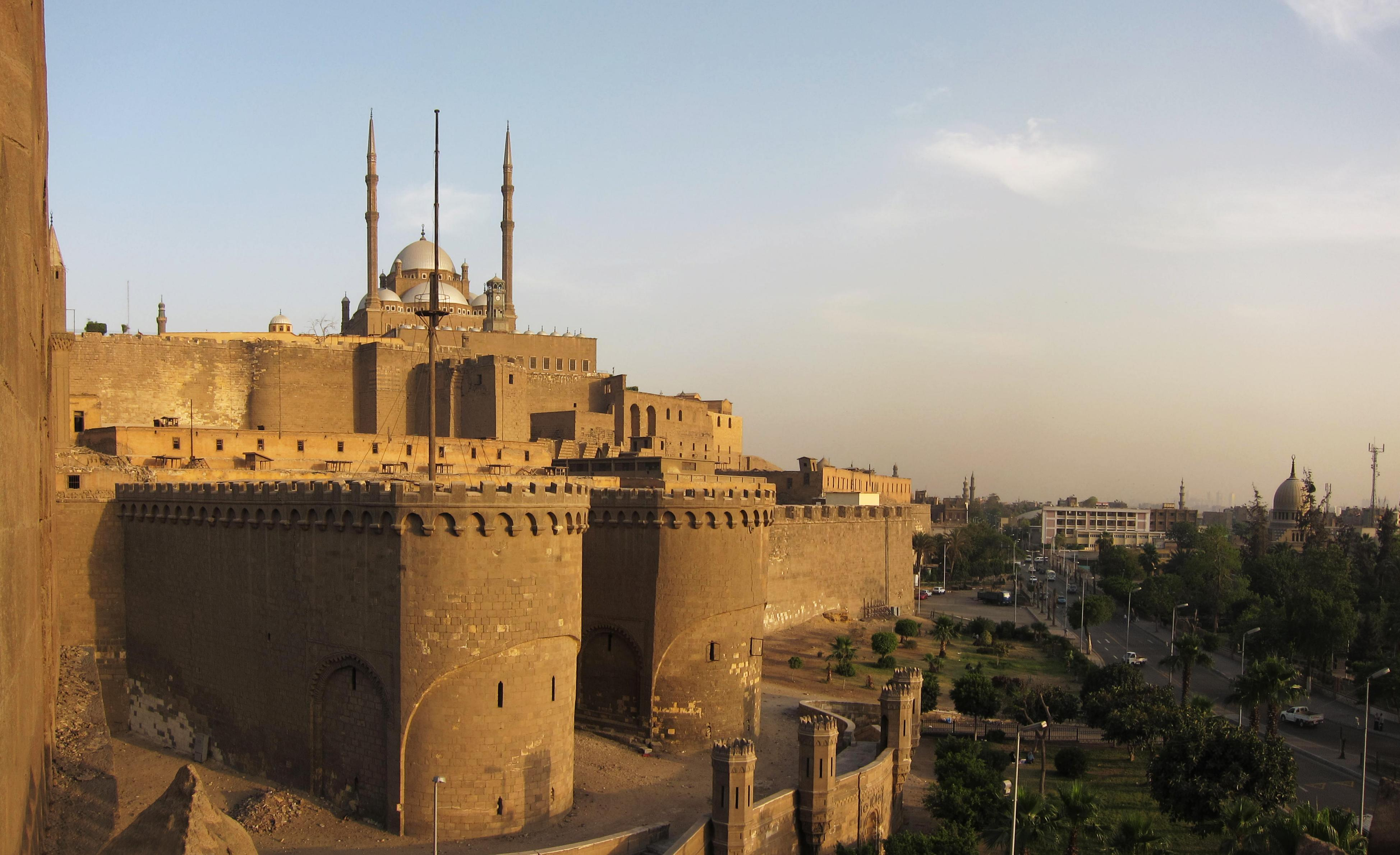
Цитадель Салах ад-Діна (Саладіна), заснована в 1176 році та вдосконалена іншими правителями після нього. З її стін можна побачити мечеть Мухаммеда Алі XIX століття.

Правління Салах ад-Діна поклало початок династії Айюбідів, яка контролювала Єгипет і Сирію та продовжила боротьбу проти хрестоносців. Він також ініціював будівництво грандіозної нової цитаделі (сучасної Каїрської цитаделі) на південь від міста, яка слугувала резиденцією правителів та адміністративним центром Єгипту протягом наступних століть. Це поклало край статусу Каїра як виключно палацового міста та розпочало процес його перетворення на економічний центр, відкритий для загального населення й іноземних мандрівників. Згодом Каїр перетворився на повноцінний мегаполіс, тоді як Фустат занепав. Айюбідські султани та їхні наступники-мамлюки (які були відданими сунітами) поступово знищили та замінили грандіозні палаци Фатімідів своїми спорудами. Мечеть аль-Азгар була перетворена на сунітський навчальний заклад і донині є одним із головних центрів вивчення Корану та ісламського права у світі.

У 1250 році влада Айюбідів ослабла, і контроль над Єгиптом перейшов до Мамлюків. Мамлюки — військові, яких купували як молодих рабів (часто з різних регіонів Центральної Євразії), виховані для служби у війську султана, — спочатку служили Айюбідам під керівництвом султана ас-Саліха, але зрештою стали достатньо могутніми, щоб взяти на себе контроль над державою під час політичної кризи під час Сьомого хрестового походу. Між 1250 і 1517 роками влада переходила від одного султана-мамлюка до іншого, у системі, що була переважно не спадковою, але супроводжувалася частими переворотами. Проте, Імперія Мамлюків продовжувала багато аспектів Імперії Айюбідів, і була відповідальною за відбиття наступу монголів у 1260 році (найвідоміша битва при Айн Джалуті) і за покладання остаточного кінця державам хрестоносців у Леванті.
У період правління мамлюкського султана аль-Насіра Мухаммада Каїр досяг свого апогею погляду населення та багатства. Згідно з популярними оцінками, наприкінці його правління населення міста складало близько 500 000 осіб, що робило Каїр найбільшим містом у світі за межами Китаю на той час. Попри свою переважно військову касту, мамлюки були продуктивними будівельниками та меценатами релігійних і громадських споруд. Значна кількість історичних пам'яток Каїра датуються цією епохою, зокрема багато з найбільш дивовижних. Місто також процвітало завдяки контролю над торговими шляхами між Індійським океаном і Середземним морем. Після правління аль-Насіра Єгипет і Каїр пережили численні епідемії чуми, починаючи з Чорної смерти в середині 14 століття. Населення Каїра зменшилося і відновлювалося століттями, але місто залишалося основним мегаполісом Близького Сходу.
Під час правління Айюбідів та пізніше мамлюків, вулиця Касаба стала привілейованим місцем для будівництва релігійних комплексів, королівських мавзолеїв та торгових закладів, які зазвичай спонсорували султани чи члени панівного класу. Саме тут розвивалися основні базари Каїра, утворюючи основну економічну зону міжнародної торгівлі та комерційної діяльности. Коли головна вулиця стала перенасиченою магазинами й простору для подальшого розвитку не вистачало, нові комерційні споруди були збудовані на сході, поблизу мечеті Аль-Азхар і мавзолею аль-Хусейна, де поступово розвивався район суку Хан аль-Халілі, який зберігся до сьогодні. Важливим фактором розвитку урбаністичного характеру Каїра стала чимраз більша кількість вакафів, особливо під час періоду мамлюків. Вакафи — це благодійні фонди, створені за ісламським правом, що визначали функцію, операції та джерела фінансування численних релігійних і громадських установ, збудованих керівною елітою. Вони зазвичай визначали складні релігійні чи громадські будівлі, які поєднували різні функції (наприклад, мечеть, медресе, мавзолей, сабіль) і часто фінансувалися коштом доходів від міських комерційних будівель або сільськогосподарських маєтків. До кінця 15 століття в Каїрі з'явилися багатоповерхові змішані будівлі (такі як раб', хан або вікала, залежно від точного функціоналу), де два нижні поверхи зазвичай призначались для комерційних і складських цілей, а кілька верхніх поверхів здавали в оренду.

### Каїр як провінційна столиця Османської імперії

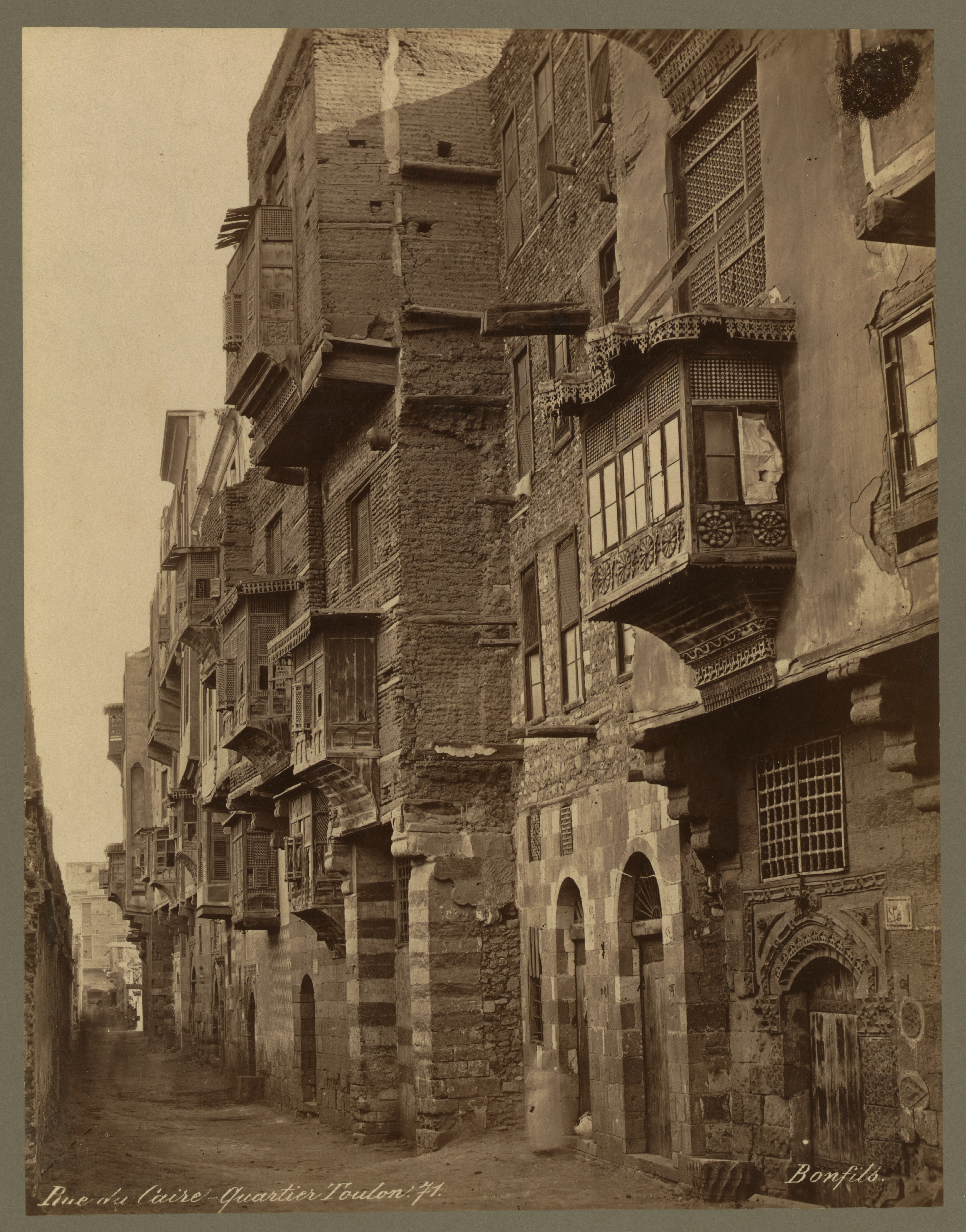
Традиційні резиденції в Каїрі з вікнами машрабійя (фото 1867 року)

Єгипет був завойований Османською імперією в 1517 році під керівництвом Селіма I і залишався під османським правлінням протягом століть. У цей період місцеві еліти безперервно боролися за політичну владу та вплив, серед них були як османського походження, так і з касти мамлюків, яка продовжувала існувати як частина еліт країни, попри падіння мамлюкського султанату.
Каїр залишався важливим економічним центром і одним з найбільших міст імперії. Він продовжував бути основним етапом на шляху до Мекки для паломників (хадж). Хоча османські губернатори не були великими меценатами архітектури, як мамлюки, Каїр продовжував розвиватися, і нові райони виникали за межами стародавніх стін міста. Османська архітектура в Каїрі продовжувала значною мірою спиратися на місцеві традиції мамлюкської епохи, не представляючи чіткого розриву з минулим. Деякі особи, такі як Абд ар-Рахман Катхуда аль-Каздаглі, мамлюкський чиновник серед яничарів у 18 столітті, були активними меценатами архітектури. Багато старовинних буржуазних або аристократичних маєтків, що збереглися в Каїрі сьогодні, датуються османським періодом, так само як і кілька сабіль-кутабів (поєднання кіоску для роздачі води та школи для читання Корану).

### Каїр під правлінням Мухаммеда Алі та хедивів

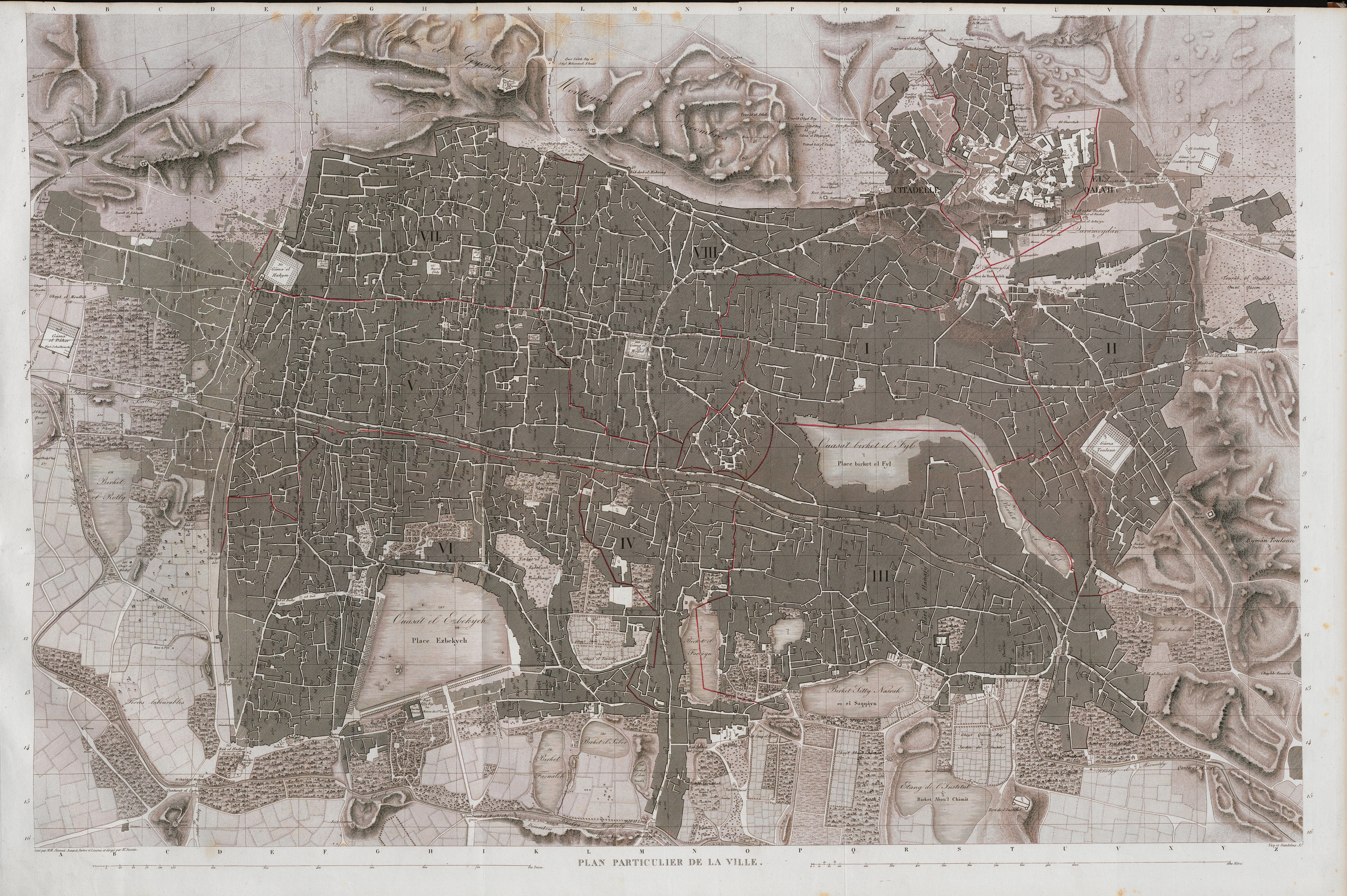
Детальна карта Каїра з Description de l'Égypte,

Французька армія Наполеона ненадовго окупувала Єгипет з 1798 по 1801 рік, після чого албанський офіцер османської армії, на ім'я Мухаммед Алі-паша, зробив Каїр столицею незалежної імперії, що тривала з 1805 по 1882 рік. Місто потім потрапило під контроль Великої Британії до 1922 року, коли Єгипту було надано незалежність.

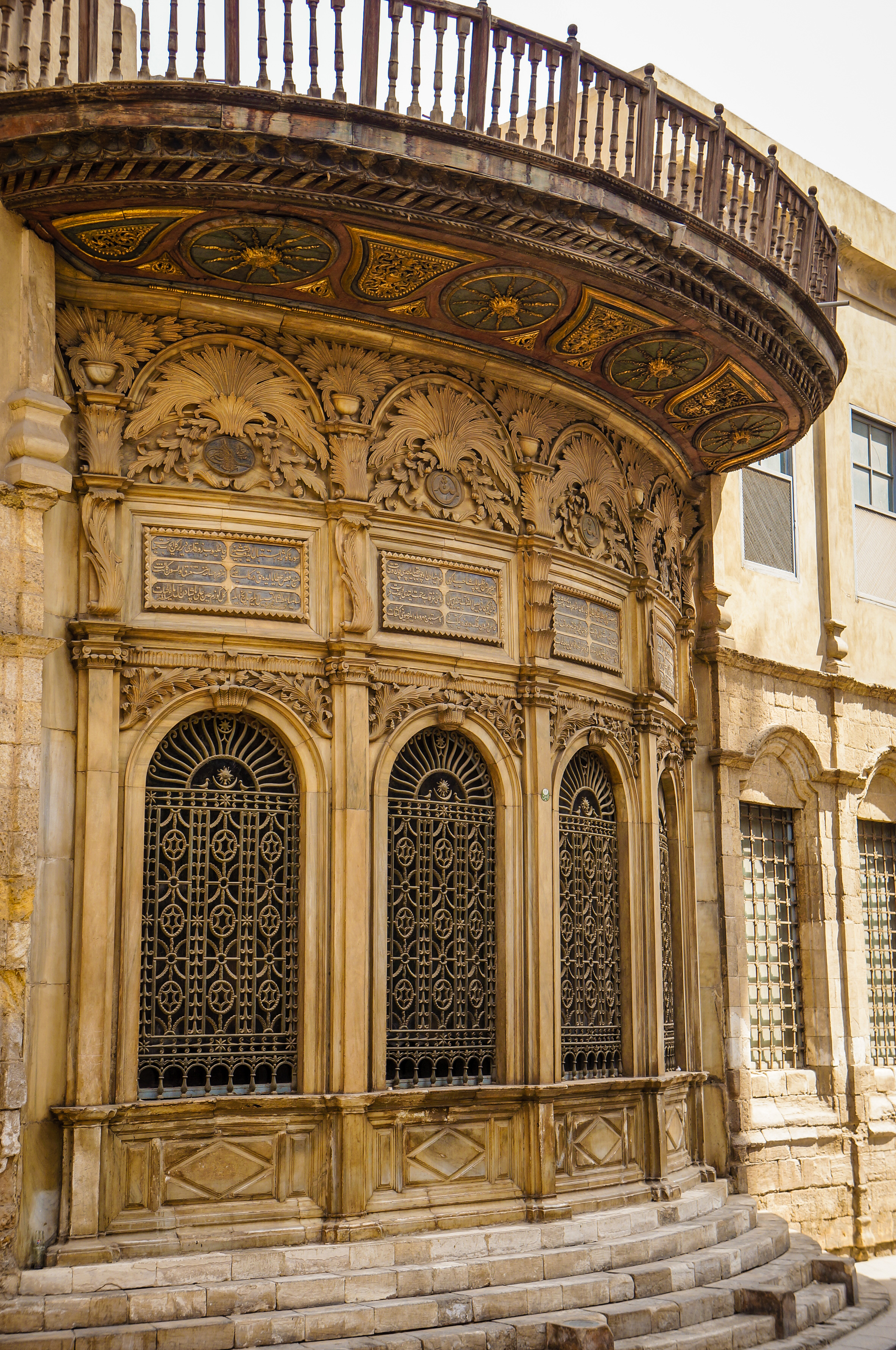
Сабіль Ісмаїла-паші, замовлений Мухаммадом Алі-пашею в 1828 році

Під час правління Мухаммеда Алі, Цитадель Каїра була повністю відновлена. Багато з її занедбаних мамлюкських пам'яток було знищено, щоб звільнити місце для нової мечеті (Мечеть Мухаммеда Алі) та інших палаців. Династія Мухаммеда Алі також ввела чисто османський стиль архітектури, головним чином у стилі пізнього османського бароко. Один з його онуків, Ісмаїл, бувши хедивом з 1864 по 1879 рік, здійснив будівництво сучасного Суецького каналу. Поряд з цим підприємством він також розпочав будівництво величезного нового міста в європейському стилі на північ і захід від історичного центру Каїра. Нове місто було спроєктоване за прикладом реформ Парижа, здійснених Османом, з великими бульварами й площами, які стали частиною планування та ландшафту. Хоча це місто так і не було повністю завершене згідно з баченням Ісмаїла, воно складає більшу частину сучасного центру Каїра. Старі історичні райони Каїра, включаючи укріплене місто, залишились відносно занедбаними. Навіть Цитадель втратила статус королівської резиденції, коли Ісмаїл переїхав до нового палацу Абдін у 1874 році.

## Історичні пам'ятки та монументи

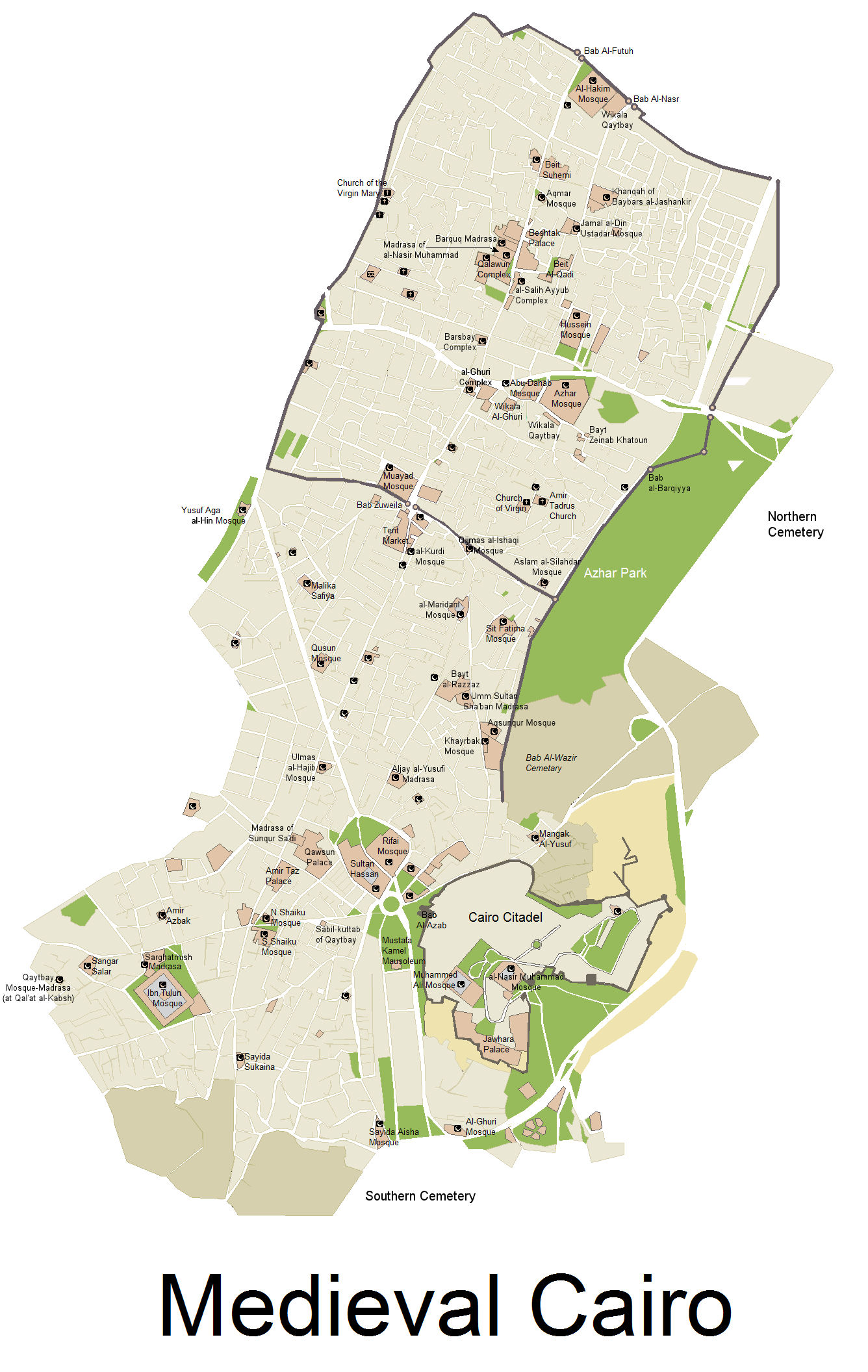
Карта історичного Каїра, накладена на сучасну мережу доріг, із зазначенням більшости основних пам'яток, що збереглися.

### Мечеті
Перша мечеть в Єгипті була мечеть Амра ібн аль-Аса в Фустаті, але мечеть Ібн Тулуна є найстарішою мечетю, що зберегла свій оригінальний вигляд, і є рідкісним прикладом аббасидської архітектури класичного періоду ісламської цивілізації. Вона була збудована в 876—879 роках і має стиль, натхненний аббасидською столицею Самаррою в Іраку. Це одна з найбільших мечетей у Каїрі й часто згадується як одна з найкрасивіших.
Однією з найбільш важливих і тривалих інституцій, заснованих у період Фатімідів, була мечеть Аль-Азхар, заснована в 970 році, яка змагається з Каравійїном у Фесі за титул найстарішого університету світу. Сьогодні Аль-Азхар є головним центром ісламського навчання у світі й одним із найбільших університетів Єгипту з кампусами по всій країні. Мечеть зберігає важливі елементи фатімідської архітектури, але була доповнена і розширена в наступні століття, особливо мамлюкськими султанами Кайтбаєм і аль-Гурі та Абдом ар-Рахманом Катхудою в 18 столітті. Інші збережені пам'ятки фатімідської епохи включають велику мечеть Аль-Хакім, мечеть Аль-Акмар, мечеть Джуюші, мечеть Лулуа і мечеть Саліха Талаї.

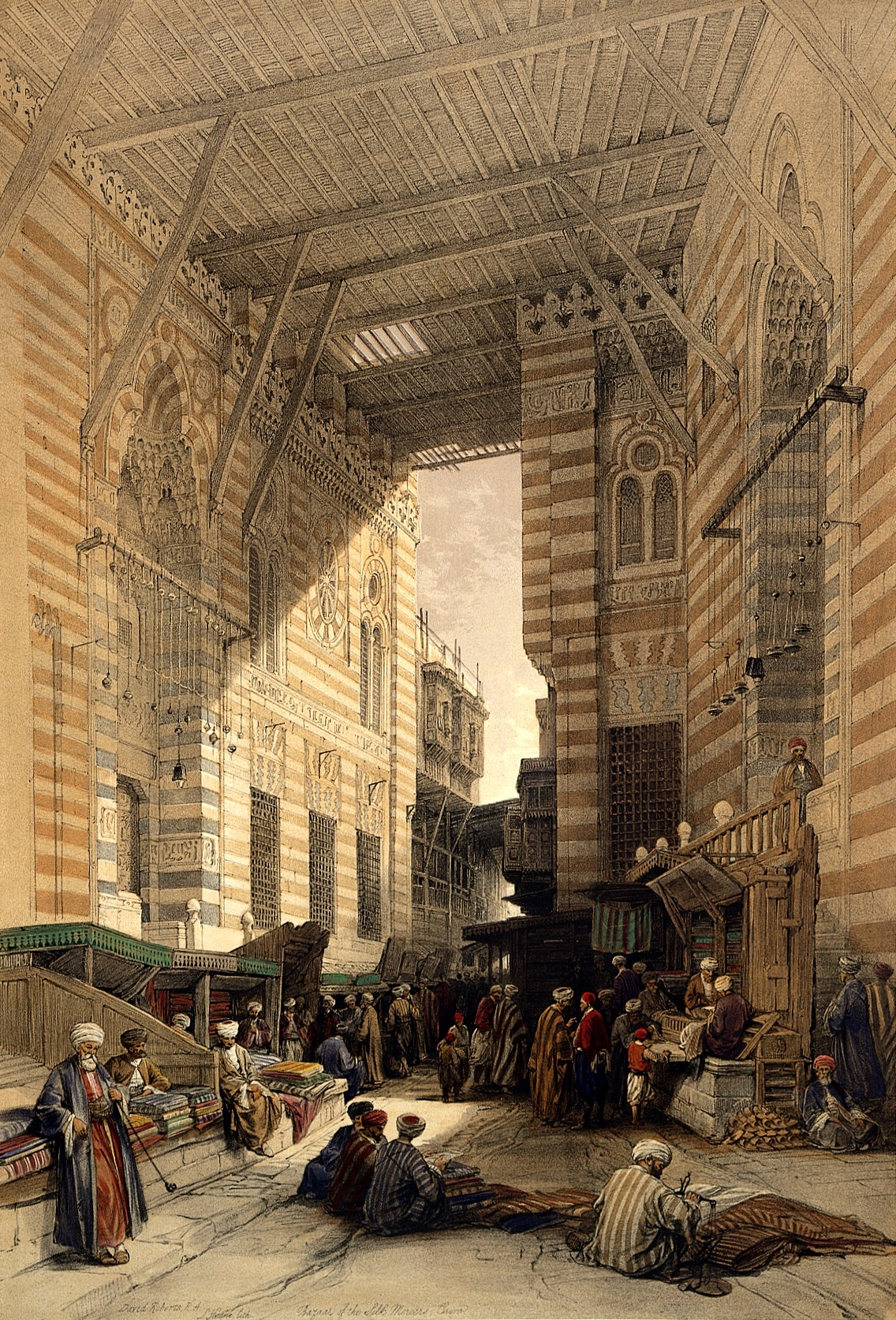
Будинки Гурія та ринкова вулиця між ними, намальовані Девідом Робертсом у 1839 році.

Найбільш значуща архітектурна спадщина середньовічного Каїра, однак, датується періодом мамлюків, з 1250 по 1517 роки. Мамлюкські султани й еліти були активними патронами релігійного та наукового життя, часто будуючи релігійні або похоронні комплекси, до складу яких могли входити мечеть, медресе, ханка (для суфіїв), водорозподільні центри (сабілі), а також мавзолеї для себе та своїх родин. Серед найвідоміших пам'яток мамлюкської архітектури в Каїрі можна відзначити величезну мечеть-медресе Султана Хасана, мечеть Амір аль-Марідані, мечеть Султана аль-Му'айяда (де два мінарети були побудовані над воротами Баб Зувайла), комплекс Султана аль-Гурі, похоронний комплекс Султана Кайтбая на Північному цвинтарі та тріо пам'яток у районі Байн аль-Касрайна, що включає комплекс Султана аль-Мансура Калавуна, медресе ан-Насіра Мухаммада і Медресе Султана Баркука. Деякі мечеті містять сполії (часто колони або капітелі) з більш ранніх будівель, побудованих римлянами, візантійцями або коптами.

### Святині та мавзолеї
Ісламський Каїр також є місцем кількох важливих релігійних святинь, таких як мечеть аль-Хусейна (де вважається, що зберігається голова Хусейна ібн Алі), мавзолей імама аш-Шафаї (засновника шафіїтської мазгаба, однієї з основних шкіл ісламської юриспруденції), Байн аль-Касрайна, мечеть Сайїди Нафіси та інші. Деякі з цих святинь знаходяться на величезних кладовищах, відомих як Місто мертвих або аль-Карафа, що межують з історичним містом. Цвинтарі датуються часами заснування Фустату, але багато з найбільш видатних та відомих мавзолеїв є спорудами мамлюкської епохи.

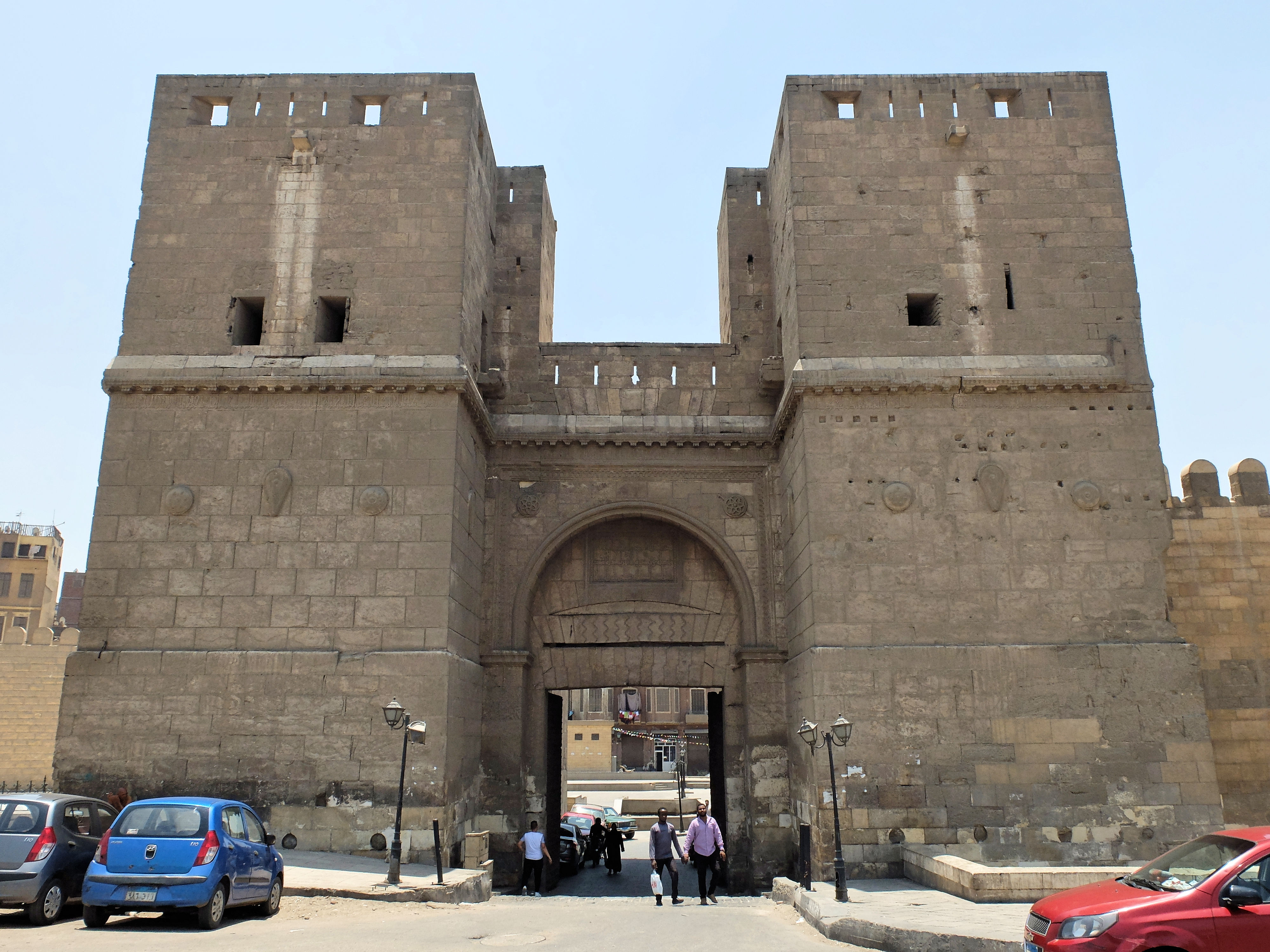
Баб ан-Наср, одна зі збережених воріт Фатімідів, датована 1087 роком

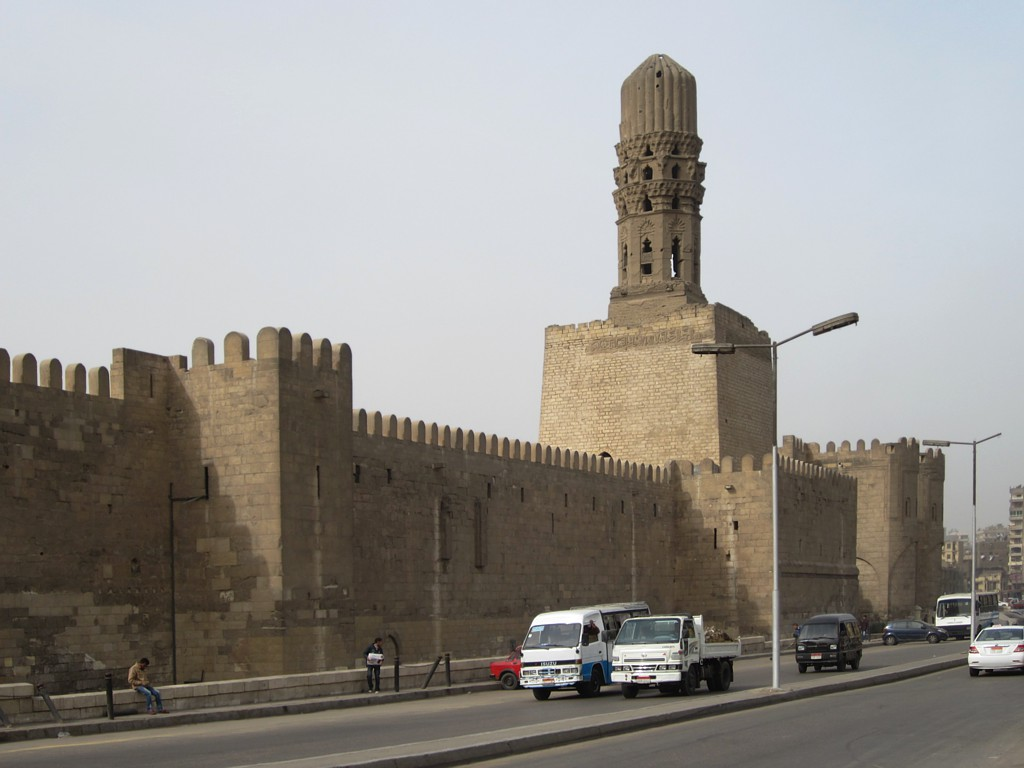
Частина збереженої північної стіни Фатімідів біля Баб-ель-Футуха, побудованої наприкінці XI століття

### Стіни та ворота
Коли Каїр був заснований як палацове місто в 969 році династією Фатімідів, Джавхар аль-Сіккелі, фатімідський генерал, керував будівництвом оригінальних стін міста з глиняних цегл. Пізніше, в кінці 11 століття, фатімідський візир Бадр аль-Гамалі наказав відновити стіни, використовуючи камінь, і розширити їх на більшу відстань, ніж раніше, щоб збільшити площу міста.
Місто Фатімідів мало багато воріт, але лише три з них збереглися до сьогодні: Баб ан-Наср, Баб аль-Футух і Баб Зувейла (де «Баб» означає «ворота»). Проєкт реставрації з 2001 по 2003 рік успішно відновив ці три ворота та частини північної стіни між Баб аль-Наср і Баб аль-Футух. Баб аль-Наср і Баб аль-Футух розташовані в північній частині стіни, приблизно у двохстах ярдах один від одного. Треті ворота, Баб Зувайла, знаходяться на південному заході й мають два мінарети, які були додані в 15 столітті.

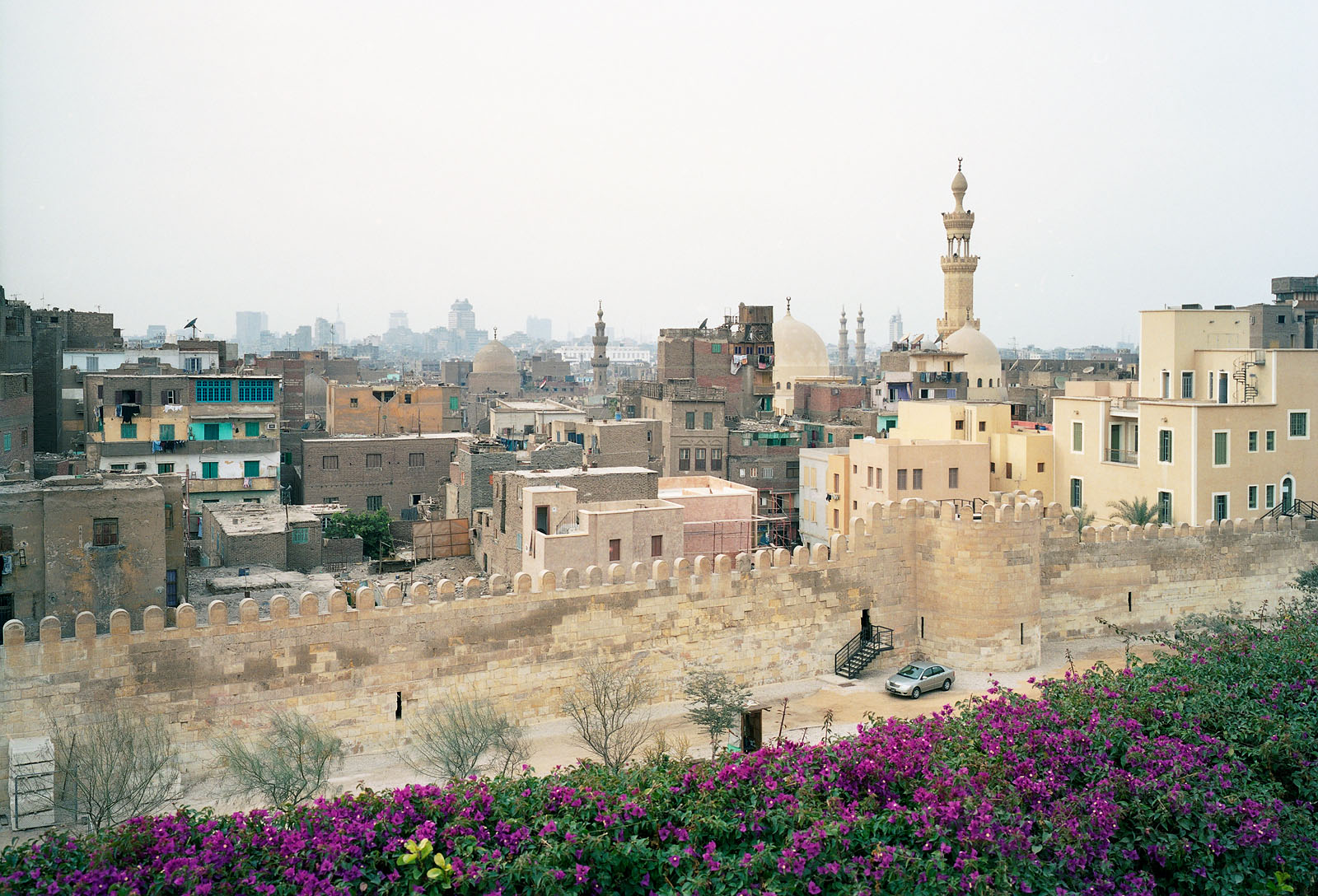
Частина східної стіни Айюбід, між районом аль-Дарб аль-Ахмар і парком аль-Азхар

Засновник династії Айюбідів, Салах ад-Дін (Саладін), відновив та/або реконструював фатімідські стіни та ворота в 1170 або 1171 роках. У 1176 році він розпочав проєкт радикального розширення міських укріплень, який включав будівництво Цитаделі Каїра та 20-кілометрової стіни для з'єднання і захисту як Каїра (колишнього королівського міста фатімідських халіфів), так і Фустату (основного міста та колишньої столиці Єгипту, що знаходиться на короткій відстані на південний захід). Повний курс стіни так і не був завершений, але довгі ділянки стіни були побудовані, включаючи ділянку на північ від Цитаделі та ділянку поблизу Фустату на південь.
Одні зі східних воріт міста, частина реконструкції стін Айюбідів, були також виявлені в 1998 році і після цього були вивчені та відновлені. Вони мають складне оборонне розташування, що включає зігнутий вхід і міст через рів чи рівчак. Спочатку ідентифіковані як Баб аль-Баркія, вони могли насправді бути відомі як Баб аль-Джадид («Нове ворота»), одні з трьох східних воріт, згаданих аль-Макрізі.

### Цитадель
Салах ад-Дін розпочав будівництво величезної Цитаделі в 1176 році, щоб служити місцем перебування владарів Єгипту, а будівництво завершене його наступниками. Цитадель розташована на виступі поблизу Мукаттамських гір, звідки відкривається краєвид на місто. Цитадель залишалася резиденцією правителів Єгипту до кінця ХІХ століття і неодноразово трансформувалась під час правління наступних правителів. Особливо важливою є Мечеть Мухаммеда Алі, побудована Мухаммедом Алі Пашею в ХІХ столітті, яка досі домінує на горизонті міста з її піднесеного положення.

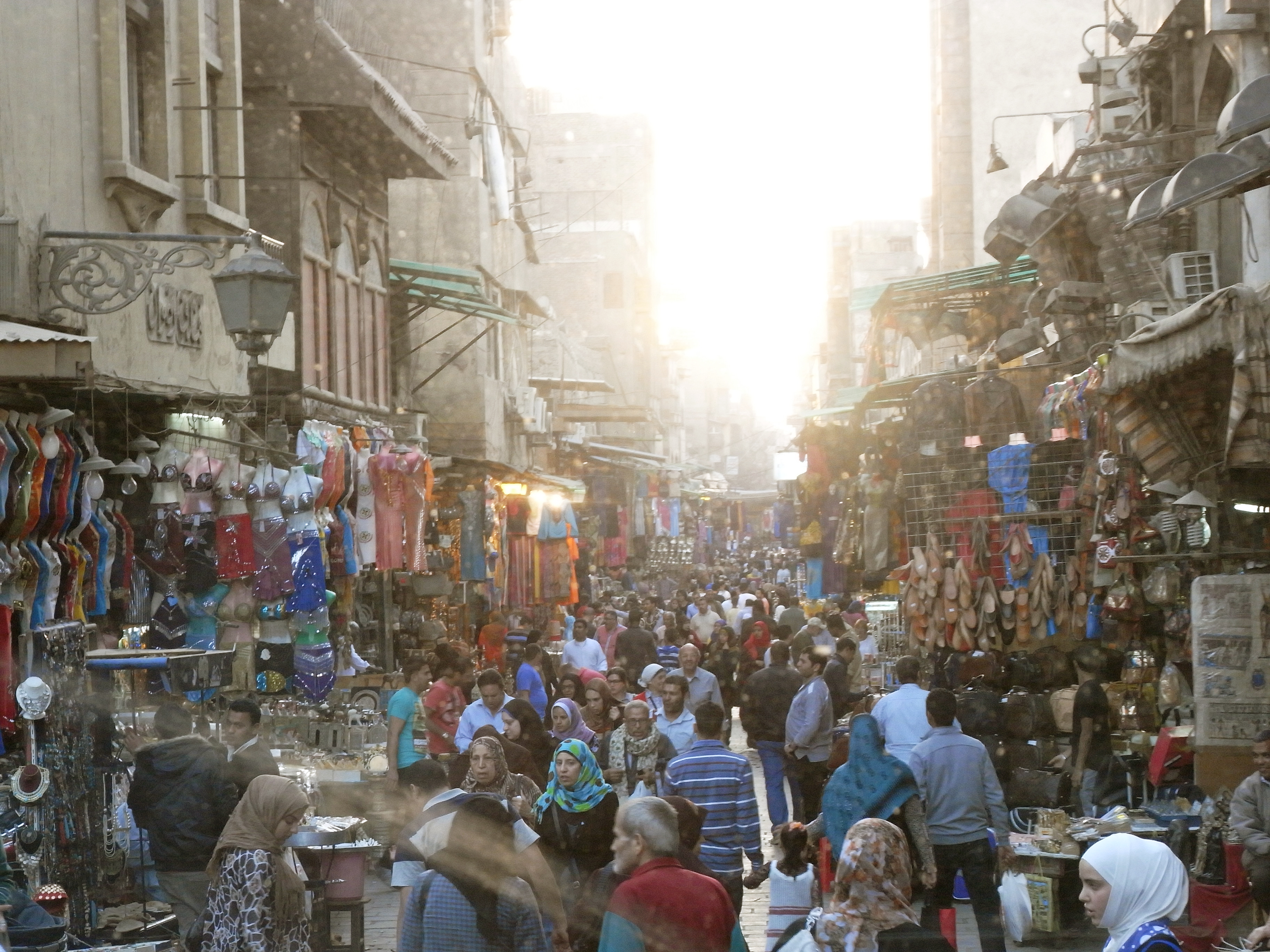
Хан аль-Халілі, головний базарний центр середньовічного Каїра

### Ринки та комерційні будівлі
Мамлюки та пізніші османи також будували вікави (караван-сараї, також відомі як хани) для розміщення торговців та товарів через важливу роль торгівлі та комерції в економіці Каїра. Найвідомішим і найкраще збереженим прикладом є Вікава аль-Гурі, яка сьогодні також проводить регулярні виступи Трупи танцю єгипетського спадку Ал-Таннура. Відомий Хан аль-Халілі — це популярний сук і комерційний центр, який також включав каравансараї. Іншим прикладом історичної комерційної архітектури є Касаба Радвана Бея ХVII-століття, тепер частина району аль-Хаямійя, назва якого походить від декоративних текстилів (хаямійя), які досі продаються тут.

## Охоронний статус
Багато з цієї історичної зони страждають від занедбаности та руйнування, в тому числі в одному з найбідніших та найбільш перенаселених районів єгипетської столиці. Крім того, крадіжки ісламських пам'яток та артефактів у районі Аль-Дарб аль-Ахмар загрожують їхній довгостроковій охороні. Після повстання 2011 року крадіжки серед історичних пам'яток зросли, а відсутність контролю за забудовою дозволила замінити традиційні будинки на висотні будівлі. Крадіжки та незаконне будівництво з того часу зменшились, але екологічні проблеми залишаються.
Різні зусилля щодо відновлення історичного Каїра тривають в останні десятиліття за участи як єгипетських державних органів, так і неурядових організацій, таких як Фонд культури Ага Хан Траст (AKTC). У 1998 році уряд започаткував Проєкт відновлення історичного Каїра (HCRP), метою якого було відновлення 149 історичних пам'яток. У наступні роки було завершено численні реставрації під наглядом HCRP в районі між Баб Зувайла та Баб Футух, особливо навколо вулиці аль-Муїз. Реставрація Байт аль-Сухаймі та вулиці Дарб аль-Асфар перед ним була також завершена в 1999 році незалежними єгипетськими консерваторами за фінансування Арабського фонду економічного та соціального розвитку, кувейтської організації. До 2010 року було відновлено близько 100 зі 149 пам'яток, визначених HCRP. Однак проєкт HCRP також отримав критику за те, що створив музей просто неба, орієнтований на туристів, при цьому не надаючи значних переваг навколишній громаді. Приблизно в той же період інша ініціатива, започаткована AKTC, зосереджувалась на відродженні району Аль-Дарб аль-Ахмар після будівництва прилеглого парку Аль-Азхар. Цей проєкт передбачав більш комплексний підхід до покращення міської структури громади та соціально-економічного стану мешканців, а також більше участи публічного та приватного секторів.
Прикладом новіших реставраційних проєктів є реабілітація мечеті Амір аль-Марідані 14-століття в Аль-Дарб аль-Ахмар, яка розпочалась у 2018 році, а її перша фаза була завершена в 2021 році за підтримки AKTC та додаткового фінансування від Європейського Союзу. Між 2009 і 2015 роками Фонд Світових Пам'яток і AKTC завершили реставрацію мечеті Амір Аксункур (також відомої як Блакитна Мечеть) 14-століття. Ще один проєкт, завершений у 2021 році, відновив Сабіль-кутап XVIII століття Рукайя Дуду в районі Сук аль-Сіла. У 2021 році єгипетський уряд розпочав нову ініціативу щодо ремонту старого міста, зокрема районів навколо історичних міських воріт, частково з метою стимулювання туризму. Цей проєкт також передбачав відновлення будівель, які не є офіційно визнаними пам'ятками, та пішохідні зони в деяких районах. У деяких випадках власників або орендарів певних будівель переселяли на інші місця під час проведення реставрації.